# Matu
Huyện Matu là một huyện thuộc bang Sarawak của Malaysia. Huyện Matu có dân số thời điểm năm 2010 ước tính khoảng 16921 người.